# Frédéric Back
Frédéric Back (ur. 8 kwietnia 1924 w Saarbrücken, zm. 24 grudnia 2013 w Montrealu) – kanadyjski reżyser filmowy, twórca filmów animowanych.

## Nagrody
- 1993: Prix Klingsor – Biennale Animacji Bratysława (BAB)